# Перу
Перу (шп. Perú), или званично Република Перу (шп. República del Perú), држава је на западу Јужне Америке. Према северу се граничи са Еквадором и Колумбијом, према истоку са Бразилом, према југоистоку са Боливијом, према југу са Чилеом, док према западу излази на Тихи океан. Главни град је Лима.
Територија Перуа је дом древних култура од цивилизације Норте Чико, једне од најстаријих на свету, до Царства Инка, највеће државе претколумбовске Америке. Шпанска империја је покорила ову област у 16. веку и основала вицекраљевство са главним градом Лимом, које је обухватало највећи део јужноамеричких колонија. Након стицања независности 1821, Перу је пролазио кроз раздобља политичких немира и финансијских криза као и раздобља стабилности и привредног напретка. Привредни успон је био везиван углавном за експлоатацију сировина као што су гвано (1845—1866) и гума (почетак 20. века).
Перу је по државном уређењу република подељена на 25 региона. Географија Перуа је разноврсна, од равница на пацифичкој обали до врхова Анда и тропских шума у Амазонском басену. Перу спада у земље у развоју са веома великим индексом хуманог развоја и стопом сиромаштва од 25,8%. Главни привредне активности су рударство, индустрија, пољопривреда и рибарство.
Становништво Перуа је мултиетничко а чине га припадници домородачких народа, Европљани, Африканци, и Азијци. Језик споразумевања је шпански, који је и службени, иако значајан број Перуанаца говори кечуа или неки други домородачки језик. Мешавина различитих култура допринела је разноврсности која се огледа у уметности, храни, књижевности и музици.

## Порекло имена
Реч перу има порекло у окситанском језику, међутим Европљанима је ова реч послужила да замене оригинално име Биру (шп. Birú), локалног владара које је живео поред Залива Сан Мигел у Панами почетком 16. века. Његови поседи су 1522, у време доласка шпанских истраживача, били најјужнији део Новог света познатог Европљанима. Самим тим, када је Франсиско Пизаро истраживао области које се налазе јужније он их је означио као Биру или Перу.
Шпанска круна је 1529. озваничила употребу овог имена чиме је новооткривено Царство Инка именовала у провинција Перу. Касније је током шпанске владавине ова област преименована у Вицекраљевство Перу, које је након Перуанског рата за независност постало Република Перу.

## Географија

### Положај
Државе са којима се Перу граничи су: Еквадор, Колумбија, Боливија, Бразил и Чиле. Површина државе износи 1.285.216 km².

### Геологија и рељеф
Иза сушног региона, почиње регион планина. Састоји се из више венаца планина, понегде раздвојеним долинама. Типично је за цео регион Анда да се дубоко усечене долине (кањони) и велике реке протежу правцем исток-запад.
Типична конфигурација Анда види се у пресеку централног дела:
Од запада ка истоку протежу се „Црни Кордиљери“ (висине до 5.000 m), иза њих су планине Калехон де Хуајлас (Callejón de Huaylas, до 3.000 m). Следећи венац су „Бели Кордиљери“, овде се налази највиши врх Перуа Невадо Хуаскаран (6.768 m). Ка истоку су планине Калехон де Кончукос, које река Марањон (притока Амазона) дели од даљих планина.
У средишњем подручју постоји повремена вулканска активност. На југу, у регионима Арекипа, Пуно и Тацна, планинска област је заравњена, а ова област се назива Алтиплано. На овој висоравни се налази језеро Титикака.
Највиши врхови су Невадо Хуаскаран (6.768 m), Јурупаја (6.634 m), Коропуна (6.425 m), Ампато (6.310 m) и други.

### Воде
Југоисточни део лежи у подручју око извора реке Мадре де Диоса (1100 km) и Пуруса (3211 km), док се на североистоку два изворишна огранка Амазона увлаче дубоко у унутрашњост Анда: Укајали с Апуримаком (2730 km), Ваљага (1100 km) и Марањон (1415 km). Висораван Алтиплано у средишњем делу нема отицања у море јер се реке углавном уливају у језеро Титикаку (3812 м надморске висине; 8300 km²; дубина до 304 м; највише пловно језеро на свету). Реке на тихоокеанској страни кратке су и са великим падом, а у планински ланац усекле су дубоке долине и кањоне (најдужа је Рио Санта, 300 km).

### Клима
Перу се налази у три сасвим различита климатска региона:
- Обалска климатска зона (Costa) – око 11% површине
- Планинска климатска зона (Sierra) – око 15%
- Шумска климатска зона (Selva) – око 64%

Обала Перуа је под утицајем хладне Хумболтове струје и стога је обалска пустиња у којој је пољопривреда могућа само уз реке које се сливају са планина Анда.
На југу Перуа, на граници са Чилеом, почиње најсушнија пустиња на свету, Атакама.
На јужном делу обале, укључујући престоницу Лима, падавине су током године веома ретке.
Северно од Лиме, падавине и квалитет земљишта су нешто бољи, па је пољопривреда могућа и ван области речних токова. Температуре варирају од 12 °C зими до 35 °C лети.
Већи градови у обалском региону (поред Лиме) су (од севера ка југу): Пиура, Чиклајо, Трухиљо, Чимботе, Ика, Наска, Тацна.
Док на северу земље планине Анди не достижу снежну границу, и стога су покривене вегетацијом, у средишњем делу постоје врхови покривени сталним снегом и ледом (глечери). На југу Перуа, укључујући залеђе Лиме, планине достижу 3.000 до 4.000 m, и ретки су снежни врхови изнад 5.000 m.
Средња годишња температура на висини од 3.300 m је око 11 °C. Чести су пљускови у периоду октобар-април. Већи градови овог подручја су (од севера ка југу): Кахамарка, Хуанкајо, Куско, Пуно, Арекипа.
У близини Куска се налази град Инка Мачу Пикчу.

#### Шума
Источно од Анда почиње кишни регион шума (Selva). Прелаз је постепен, преко тропске вегетације у планинама, ка топлијој клими.
Просечна годишња температура у овом региону је око 26 °C, а годишња количина падавина достиже 3.800 mm. Овде извиру многе притоке Амазона, које теку ка Бразилу.
Перуанске прашуме су густе и готово непролазне. Реке, које се са Анда сливају ка Амазонији, су једине саобраћајнице кроз ову шумску област.
Једини већи и туристички занимљиви градови овог региона су Икитос и Пуерто Малдонадо. Од Лиме до Икитоса се може стићи једино авионом или бродом. До Пуерто Малдонада се може доћи бродом, авионом (1,5 сат од Лиме; пола сата од Куска) или теренским возилом (24–60 сати) од Куска.

### Биодиверзитет
| Флора и фауна Перуа |                   |              |                     |                    |                         |
|                     |                   |              |                     |                    |                         |
| Викуња              | Мачја канџа       |              | Rupicola peruvianus | Перуанска орхидеја | Амазонски делфин        |
|                     |                   |              |                     |                    |                         |
| Пеликан             | Хумболтов пингвин |              | Сечурска лисица     | Морска змија       | Јагуар                  |
|                     |                   |              |                     |                    |                         |
| Амерички крокодил   | Espostoa          | Пума         | Медвед наочар       |                    | Заморче                 |
|                     |                   |              |                     |                    |                         |
| Ански кондор        | Мајмун тити       | Андска мачка |                     | Нанду              | Жуторепи вунасти мајмун |

## Историја
Перу је територија на којој су се хиљадама година развијале цивилизације. Први насељеници су се појавили 20.000 до 10.000 година п. н. е. Прва развијена култура била је култура Чавин, названа по археолошком налазишту Чавин де Хуантар. Она се развијала од око 800. п. н. е. до 300. п. н. е. Уз обале језера Титикака, од 1. века п. н. е. до 10. века нове ере, постојала је култура Тиахуанко. Током првог миленијума нове ере, уз обалу су се појавиле различите културе, рецимо Мочика. Пре појаве Инка, град Чанчан је био најразвијенија градска заједница (култура Чиму).
Царство Инка је настало око 1200, и до 1532. обухватало велике делове данашњих држава Еквадора, Колумбије, Перуа, Боливије, Аргентине и Чилеа. Град смештен високо у планинама, Куско, био је престоница царства Инка.
Шпанци су заузели ову државу 1532. и основали Вицекраљевство Перу, која је била под окриљем шпанске краљевске куће. Територија вицекраљевине се протезала од Панаме до крајњег југа Америке.
Године 1821, Хосе де Сан Мартин и Симон Боливар су ослободили Перу и прогласили његову независност. Побуне и грађански ратови ометали су развој ове младе државе. Независност је коначно потврђена децембра 1824.
Перу је заједно са Боливијом ратовао против Чилеа, у Пацифичком рату, од 1879. до 1883. Рат се прво водио на мору, а касније су Чилеанске трупе заузеле Перу. Мировним уговором, Чиле је преузео територије на југу Перуа и некадашње приморје Боливије.
Каснија политичка историја Перуа се углавном своди на смењивање војних хунти и диктатора.
Током 1980-их у Перуу се појавила левичарска терористичка герила Сендеро Луминозо (Sendero Luminoso, „светлећа стаза“). И герила и влада су починиле бројне масакре становништва у бескомпромисном сукобу. Овај сукоб се окончао 1990-их.
Данас у Перуу постоји релативно стабилан демократски политички систем.

## Становништво
Поред Боливије и Гватемале, Перу је једна од три америчке државе са већинским индијанским становништвом. 45% становништва је индијанског порекла, од тога Кечуа (40%) и Ајмара (5%). 37% становника су местици, 15% Европљани, а преосталих 3% су афричког или азијског порекла.
Због велике миграције у главни град, где је концентрисано око трећине становништва, уследили су велики социјални проблеми: приличан број становника Лиме, нарочито оних домородачког порекла, живи испод границе сиромаштва.
Око два и по милиона Перуанаца живи у емиграцији, највише у САД, Европи и Јапану.

### Градови
Највећи градови земље су: Лима (7.363.069 стан.), Трухиљо (861.044), Арекипа (860.000), Каљао (824.329), Чиклајо (634.600) и Икитос (400.000).

### Религија
Око 90-95% становништва припада римокатоличкој вери. Ово је последица мисионарске активности из времена шпанске колонизације.

### Језик
Велика већина становништва говори шпански језик (80%). Индијански језици (кечуа 16% и ајмара 3%) су били све мање у употреби у 20. веку, иако су раније били језици већине становништва. Проблем за ове језике је дијалекатска подељеност, недостатак писмености и писане литературе. Данас постоји покрет за промоцију индијанских језика у школству и медијима.
Стопа писмености у Перуу је око 87%. Међу омладином (15-24 година), стопа је 96,8%.

## Административна подела
Перу је подељен на 26 територијалних јединица: 24 департмана, Уставну провинција Каљао и провинцију Лима - која је независна од било које регије и служи као главни град државе. Према уставу, 24 департмана плус провинција Каљао имају изабрану „регионалну“ владу коју чине регионални гувернер и регионално веће.

## Храна
Изворна перуанска кухиња је егзотична у односу на европске стандарде. Заснива се на америчким биљним врстама, попут кукуруза, кромпира и паприка. Од животиња, за исхрану се користе алпаке, ламе и морско прасе (cuy).
Најпопуларније перуанско јело је „себиће“ (cebiche), што су комади пресне рибе или шкољке у маринади од зеленог лимуна и, обично, црног лука.
Популарна пића су чича (chicha) - сок који се добија благим превирањем кукуруза, мате ди кока (или чај од коке) који помаже у навикавању на услове високе надморске висине, и Инка Кола - врста жутог газираног пића које је перуански еквивалент Кока Коле.
Национално алкохолно пиће је Писко. То је врста лозоваче из области града Ика.

## Привреда
Перу има економију која је последњих година дерегулисана и приватизована. Ово је довело до монополске доминације северноамеричких концерна и европских фирми на тржишту.
Перу је богат рудама, нарочито злата и бакра, које експлоатишу међународне корпорације. Рибарство и пољопривреда су важне гране привреде. Производи се шећерна трска и кафа. Пољопривредни производи се углавном производе на западу, где је производња могућа само уз наводњавање. Огромна подручја под шумом се не користе за пољопривреду.
У Перуу се гаји биљка кока, чије се лишће користи у исхрани. Под овом биљком се налази 121.000 хектара, и по томе је Перу највећи произвођач коке у свету. Око 85% производње одлази на илегалну трговину дрогом.
Индустрија је концентрисана уз обалу, пре свега у Лими. Остали региони су, по правилу, неразвијени.
Туризам, а нарочито екотуризам, има велики значај и перспективу у Перуу. Најзначајније туристичке дестинације су планине Анда, Куско, Мачу Пикчу, језеро Титикака и шумски резервати природе.